# Newlyn (Regno Unito)

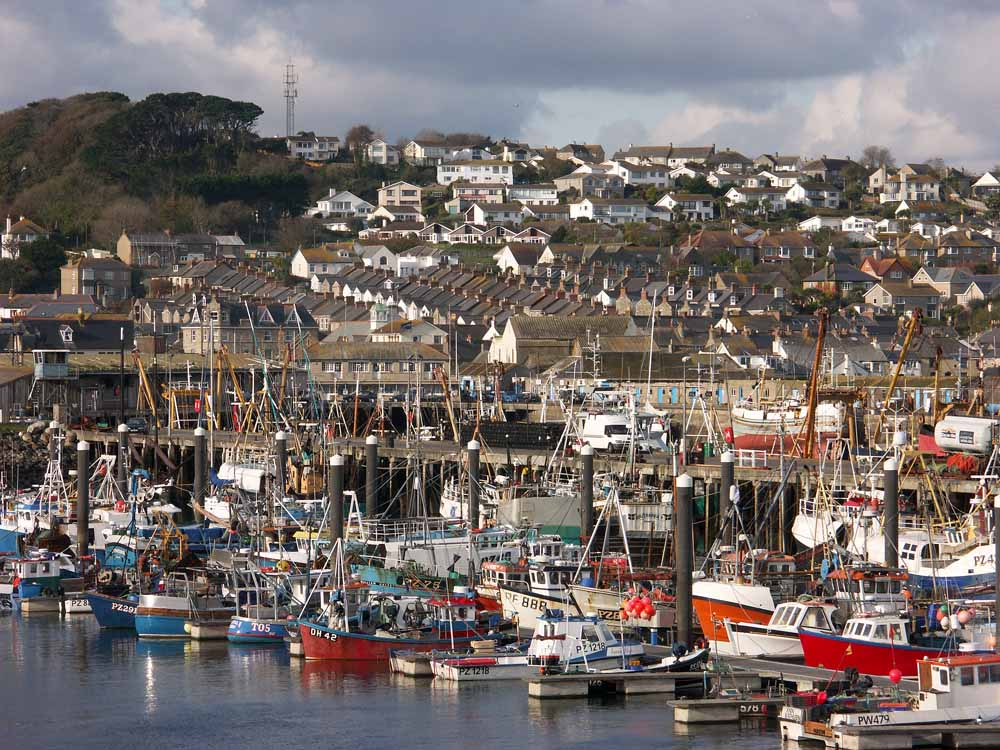
Il porto peschereccio di Newlyn, in Cornovaglia

Newlyn (pron.: /ˈnuːlɪn/; in cornico: Lulynn, pron.: /ˈlyːlɪn/; 4.000 ab. ca.) è un villaggio di pescatori sulla Manica della costa sud-occidentale della Cornovaglia (Inghilterra sud-occidentale), affacciato sulla Mount's Bay e facente parte della parrocchia civile di Penzance (distretto di Penwith).
La località, uno dei più grandi porti pescherecci del Regno Unito, è conosciuta anche per il movimento artistico noto come Scuola di Newlyn.

## Geografia fisica
Newlyn si trova a circa 2 km a sud del centro di Penzance e a circa 3 km a nord del villaggio di Mousehole.

## Origini del nome
Il toponimo in lingua cornica Lulynn significa forse "stagno per una flotta di barche".

## Storia

### XVI secolo
Nel corso del XVI secolo, il porto di Newlyn fu saccheggiato e dato alle fiamme dagli Spagnoli e in seguito ricostruito.

### XIX secolo

#### La Scuola di Newlyn
La scuola di Newlyn fu un movimento di pittori sorto intorno al 1885 e con a capo Stanhope Forbes e Walter Langley.

## Cultura

### Musei
- la Newlyn Art Gallery.[5]
- il museo The Pilchard Works.[3]

### Media

#### Cinema e fiction
- A Newlyn sono state girate alcune scene della serie televisiva britannica degli anni settanta: Poldark; basata sulla serie di romanzi di Winston Graham.[6]

### Eventi
- Newlyn Fish Festival, in agosto.[3]

## Economia
La principale risorsa economica di Newlyn è - come detto - la pesca, attività che garantisce ogni anno milioni di sterline alle casse della Cornovaglia.